# بورلسک

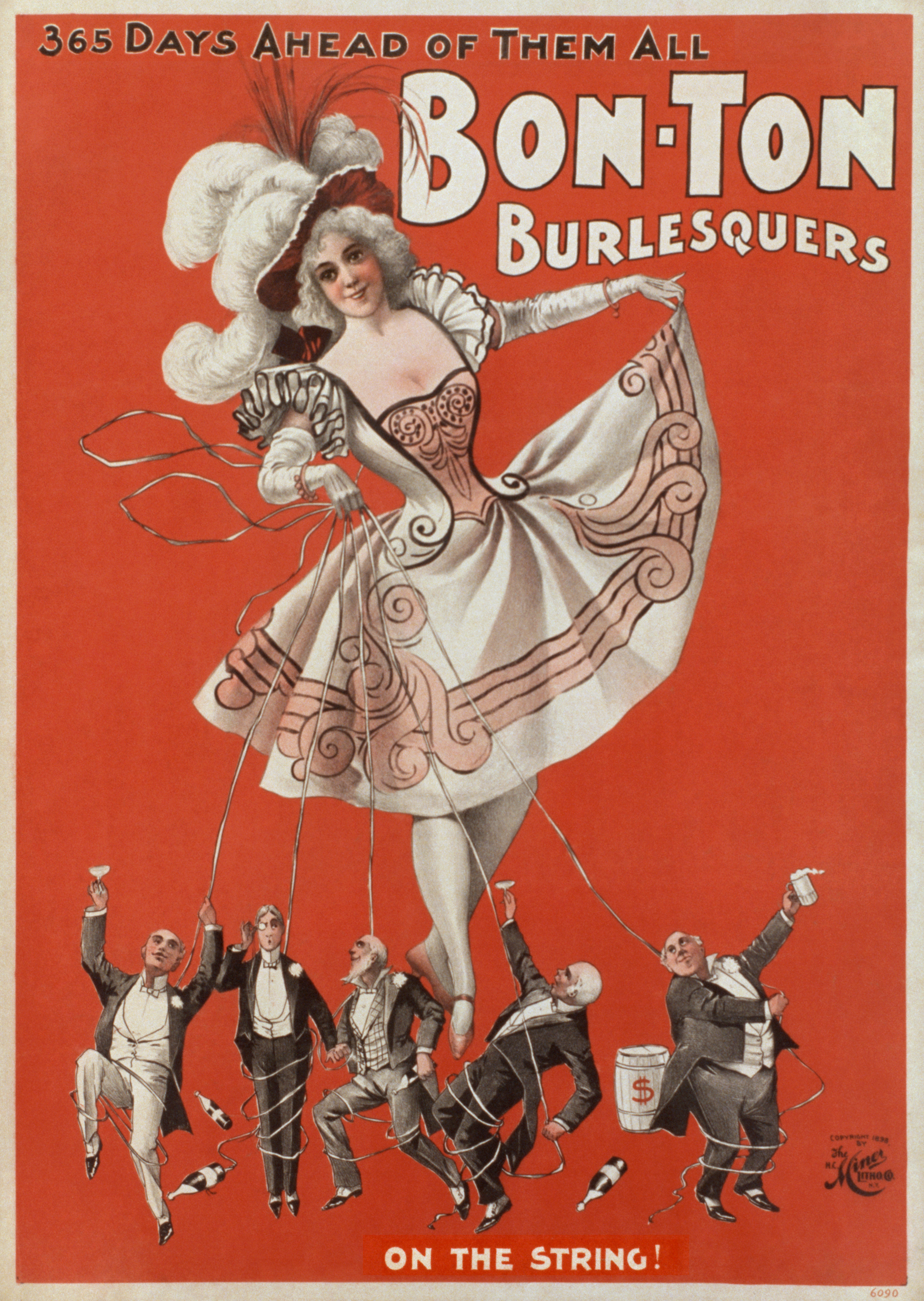
آگهی یک گروه رقص بورلسک، مربوط به سال ۱۸۹۸

بورلِسک (به انگلیسی: Burlesque) یا مضحکه نوعی سرگرمی تئاتری مضحک و طنزآمیز که معمولاً بر تقلید یا ادای کسی را درآوردن مبتنی است. این شیوه، گاهی شکل اغراق شدهٔ گروتِسک [که گاه معادل با صور عجایب تلقی شده‌است]، می‌باشد.
بورلسک در قرن بیستم و در امریکا، با شکلی از نمایش واریته که جذابترین بخش آن استریپ‌تیز یا همان رقص برهنه (رقص توام با برهنگی تدریجی رقاصه) بود، همراه گشت.

## شرح
واژه بورلسک در اصل یک واژه ایتالیایی الاصل است که به‌تدریج معنی اصطلاحی پیدا کرده و در مورد هنرپیشه‌ای که ادای مضحک یک موضوع جدی را درآورد، به کار رفته‌است. آن را معادل موزیک هال یا ورایتی [همان واریته] هم دانسته‌اند. بورلسک اندک اندک در آمریکا معناهای جدید یافت: استریپ تیز و هنرپیشه‌هایی که شوخی‌های رکیک می‌کنند.
این نوع نمایش در دههٔ سی از میان رفت. فیلم روبن مامولیان، به اسم کف زدن (محصول ۱۹۲۹)، تصویر بسیار خوبی از روزهای پایانی رواج این نوع نمایش بدست می‌دهد. امّا در دههٔ شصت، شکل جدید این طرز نمایش، اوج موفقیت خویش را در فیلم‌هایی مثل: شبی که آن‌ها به کافهٔ مینسکی حمله کردند (محصول ۱۹۶۸) و جیپسی (محصول ۱۹۶۲) تجربه نمود.